# AGM-12 (ミサイル)
AGM-12 ブルパップ
アメリカ空軍兵器博物館に展示されているAGM-12D
- 用途：対地攻撃（橋梁、発電所等固定目標）
- 分類：空対地ミサイル
- 製造者：マーティン・マリエッタ
- 運用者

  -  アメリカ合衆国（アメリカ空軍、アメリカ海軍）
  -  イギリス（イギリス空軍、イギリス海軍）
  -  イスラエル（イスラエル空軍）他
- 生産数：30,000発以上
- 生産開始：1955年6月
- 運用開始：1959年
- 退役：1980年代初期
- 運用状況：退役

AGM-12 ブルパップ（英: Bullpup：ブルドッグの仔犬、の意）は、アメリカ合衆国のマーティン・マリエッタによって開発され、初めて量産された空対地誘導ミサイルである。開発当初の名称はASM-N-7であり、アメリカ空軍での名称はGAM-83であった。

## 概要
初期生産型のASM-N-7は、1959年からアメリカ海軍によって展開され、1962年の名称整理において命名規則が変更されたため、それまでのASM-N-7からAGM-12に改名された。
ブルパップは、発射前に航空機からミサイルに目標の情報等を入力する必要がなかったために発射機の構造が簡単で、誘導装置以外は航空機の改修もほとんどしなくてよかったためF-105、S-2、A-4、A-6、F-4等多種にわたる航空機で使われ、多くの他国にも輸出されたが、後により先進の兵器、特にAGM-62 ウォールアイ及びAGM-65 マーベリックに交代していくことになる。
1970年代にアメリカ軍から段階的に退役したが、アメリカ以外の国ではかなり後まで運用されていた。一部の軍隊では、現在も訓練用イナート弾としてまだ若干数を使っている。

## 開発
| 旧名称           | 新名称  |
| ---------------- | ------- |
| ASM-N-7 GAM-83   | AGM-12A |
| ASM-N-7a GAM-83A | AGM-12B |
| ASM-N-7b         | AGM-12C |
| GAM-83B          | AGM-12D |

アメリカ海軍によるブルパップの開発が開始されたのは1953年からであり、正確な狙いを要求し、しばしば堅く防衛された橋梁のような地上目標を攻撃することを目的としていた。これは、自由落下による通常爆弾では、対空火砲で防衛されている目標上空を通過しなければならないために投弾する航空機が危険にさらされるだけでなく、正確な照準もできなかったために目標を破壊することが非常に困難だったという朝鮮戦争における戦訓を元に発案されたものだった。
1954年4月に開発及び製造契約がマーティン・マリエッタに与えられ、新型ミサイルはASM-N-7という制式名称を与えられることになった。試作型のXASM-N-7が初めて航空機から発射されたのが1955年6月であり、その後評価型のYASM-N-7が製作された。
ブルパップの開発には途中からアメリカ空軍も関わってくるようになったため、海軍のASM-N-7と空軍のGAM-83（開発段階ではGAM-79 ホワイトランス）という複数の名称が存在することになり、訓練用ミサイルも含めるとかなり名称の混乱があった。

## 特徴
ブルパップは発射された後、ミサイルの尾部にある「トレーサー」と呼ばれる2つのフレアを使用することで飛行中のミサイルをパイロット又は兵装オペレーターが目視で追跡しながらコントロール・スティックを使用して無線信号でミサイルに指令を送信し、目標に誘導する手動指令照準線一致誘導(MCLOS)方式のミサイルだった。一般的な用法では、発射母機の照準器の中心に目標を収めつつ飛行し、トレーサーからのフレアー光も照準の中心に位置するよう誘導させるという手順をとる。そのため、発射母機は命中まで目標に向けて一直線に飛行することになる。なお、航空機に搭載された無線指令装置はAN/ARW-73又はAN/ARW-77であった。
搭乗員から目視できる範囲でしかミサイルを誘導できなかったのも現在のミサイルに比べると大きな欠点と言えるが、当時問題だったのは誘導指令を送る航空機と目標とミサイルが一直線に並んでいないと誘導できないということであった。このために航空機は回避機動をとれず結果的に敵の対空砲火にさらされることになったため、当初の目的の一部は達成されていなかった。この欠点のため、ベトナム戦争での戦績は決して芳しくはなかった。

## 各型

### AGM-12A

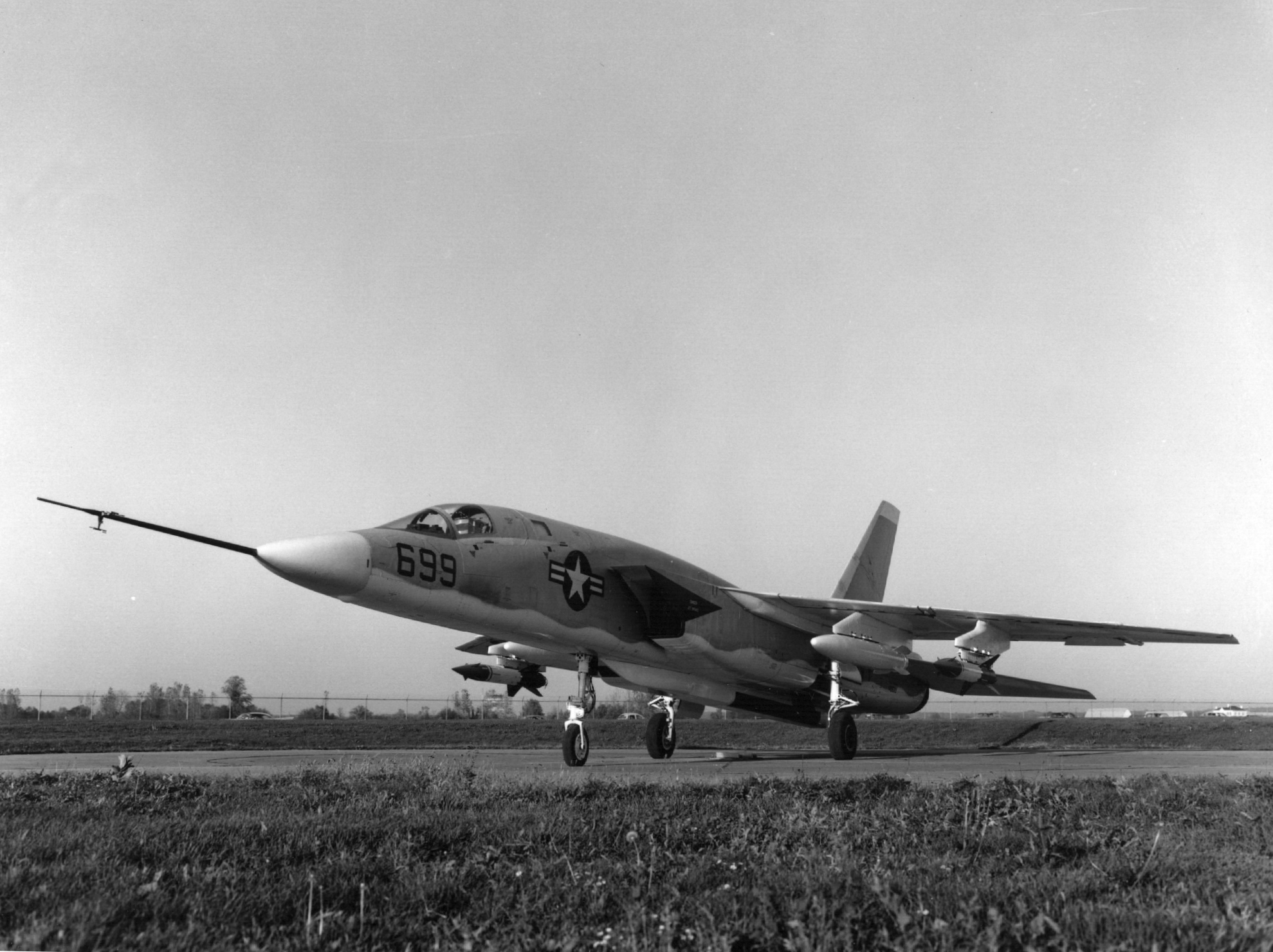

後にAGM-12Aとなる初期生産型のASM-N-7は、エアロジェット製Mk-8固体燃料ロケット・モーターで推進され、250 lb（113 kg）の弾頭を搭載していた。1955年からアメリカ空軍もブルパップの開発に参入し、GAM-79という独自の名称を与え、通称もホワイトランスとした。
GAM-79は、チオコールLR44-RM-2貯蔵可能液体燃料ロケット・モーターを搭載し、無線指令誘導装置を改善することとしていた。更に、核弾頭搭載能力を持たせることとされたが、開発に時間を要することから初期生産型のASM-N-7をGAM-83として導入することにした。
諸元
- 機関： エアロジェット Mk-8 固体燃料ロケット・モーター
- 弾頭： 爆風破砕弾頭 113 kg （250 lb）

### AGM-12B

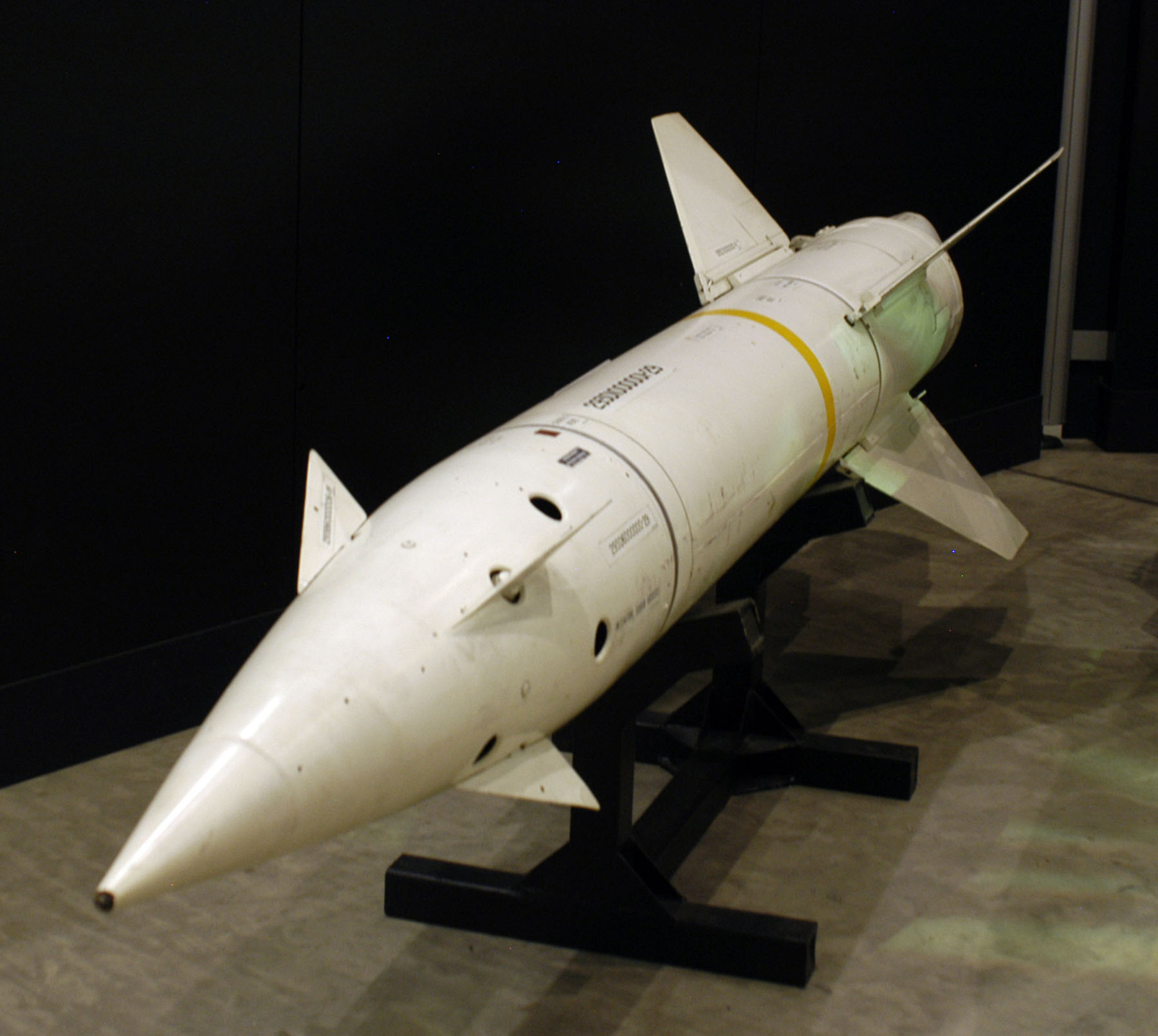

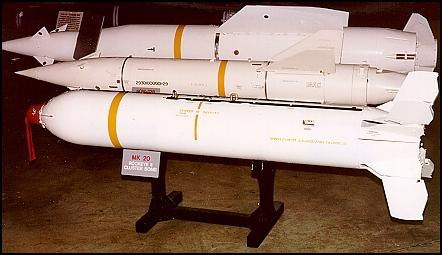
写真中央がAGM-12B。奥にあるのはAGM-12C。大きさの違いがよくわかる。なお、手前はCBU-99クラスター爆弾

AGM-12Bは、ブルパップAとも呼ばれる。“A”は、改名される前のASM-N-7aの末尾の記号に由来する。
GAM-79として開発されていたホワイトランスは徐々にブルパップの開発と合流し、誘導装置以外はASM-N-7aと同様のものとなった。このミサイルは、GAM-83Aと命名され、通称はホワイトランスが廃止されブルパップに戻った。名称整理の際にASM-N-7aとGAM-83Aは一律にAGM-12Bに改名されたが厳密には異なる部分もあったため混乱もあった。
諸元
出典：Designation-Systems.Net
- 全長： 3.20 m （10 ft 6 in）
- 翼幅： 0.94 m （37 in）
- 直径： 0.30 m （12 in）
- 発射重量： 259 kg （571 lb）
- 機関： チオコール LR58-RM-4 貯蔵可能液体燃料ロケット・モーター
- 推力： 53 kN （12,000 lb）
- 速度： M 1.8
- 射程： 11 km （7 miles）
- 弾頭： 爆風破砕弾頭 113 kg （250 lb）

### AGM-12C

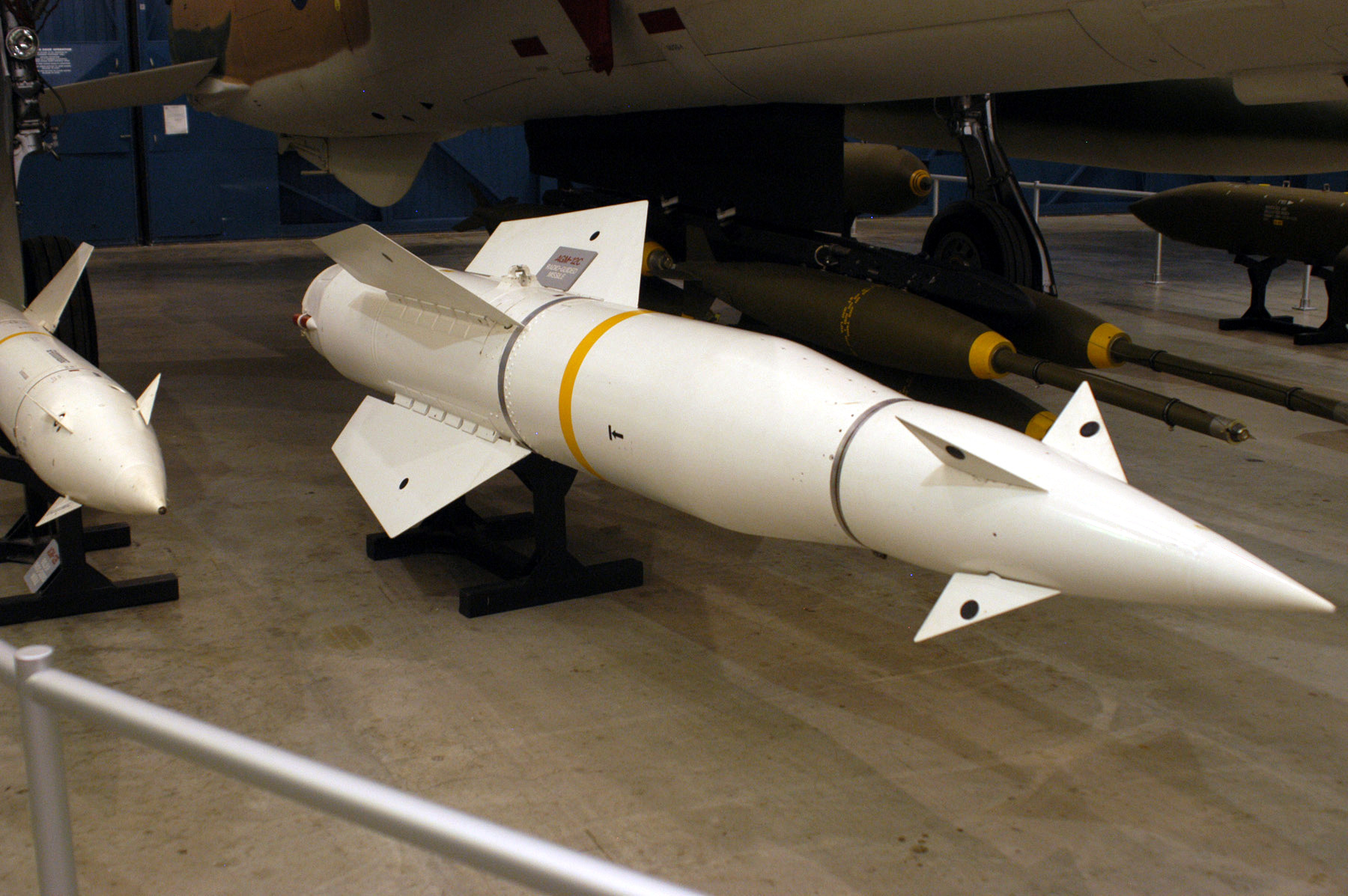
国立アメリカ空軍博物館（オハイオ州デイトン）に展示されているAGM-12C

AGM-12Cは、ブルパップBとも呼ばれる。“B”は、改名される前のASM-N-7bの末尾の記号に由来する。AGM-12Cはそれまでのブルパップと比べて大幅に大型化され、より大型の1,000 lb（453 kg）の弾頭、改良されたロケット・モーターと誘導装置といった改善が施された。ロケット・モーターの改善によって数値上の射程は延伸されたが、目視誘導であることは変わらなかったため、実戦での射程は延びなかった。
1962年に試験飛行、1964年から運用が開始され、アメリカ空軍でも使用された。生産数は4,600発以上。
諸元
出典：Designation-Systems.Net
- 全長： 4.14 m （13 ft 7 in）
- 翼幅： 1.22 m （48 in）
- 直径： 0.46 m （18 in）
- 発射重量： 810 kg （1,785 lb）
- 機関： チオコール LR62-RM-2/4 貯蔵可能液体燃料ロケット・モーター
- 推力： 147 kN (33,000 lb）
- 速度： M 1.8
- 射程： 16 km （10 miles）
- 弾頭： 半徹甲弾頭 453 kg （1,000 lb）[2]

### AGM-12D
AGM-12Dは、アメリカ空軍が開発したGAM-83Bであり、核出力1 - 15 ktのW45核弾頭を搭載することができた。GAM-83Bの直径は、GAM-83A（AGM-12B）よりわずかに大きくなっていた。
諸元
- 弾頭：
  - W45 核弾頭 （核出力：1 - 15 kt）
  - 爆風破砕弾頭 113 kg （250 lb）

### AGM-12E
AGM-12Eは、アメリカ空軍によってAGM-12Cをベースにして作られたブルパップの最後の派生型である。ベトナム戦争において対空サイトを攻撃するために生産され、対人クラスター爆弾を搭載していた。生産数はブルパップの全生産数に比べるとわずかで、800発程度であった。
諸元
- 弾頭： 対人クラスター爆弾

## 運用国
アメリカ合衆国（アメリカ空軍、アメリカ海軍）
 イギリス（イギリス空軍、イギリス海軍）
 イスラエル（イスラエル空軍）
 オーストラリア（オーストラリア空軍)
 ギリシャ（ギリシャ空軍）
 中華民国（台湾）（台湾空軍）
 デンマーク（デンマーク空軍）
 トルコ（トルコ空軍）
 ノルウェー（ノルウェー空軍）